# Fuertesimalva
Fuertesimalva es un género con 14 especies perteneciente a la familia  Malvaceae. Es originario de México y Sudamérica. 
Fue descrito por Paul Arnold Fryxell y publicado en Sida  17(1): 70 - 74, en el año 1996. La especie tipo es  Fuertesimalva limensis (L.) Fryxell.

## Descripción
Plantas herbáceas, erectas o con los tallos algo horizontales y las puntas ascendentes, cubierta con pelos ramificados. Hojas alternas, de hasta 8 cm de largo, con 3 a 5 lóbulos, margen con dientes redondeados. Inflorescencia en las axilas de las hojas, son a veces más largas que éstas o al menos que sus pecíolos; generalmente 10 flores en grupos densos sostenidos por largos pedúnculos; en la base de cada flor se presentan 3 bractéolas muy angostas y más cortas que el cáliz. Flores con cáliz de 5 sépalos triangulares, unidos en la base, frecuentemente con los márgenes de color púrpura; corola morada, de 5 pétalos que sobrepasan ligeramente al cáliz; estambres con los filamentos unidos formando un tubo, más cortos que la corola; estilos numerosos. Frutos son esquizocarpo compuesto de 12 a 14 piezas (mericarpios) en forma de herradura que contienen una sola semilla; el fruto cubierto por el cáliz.

## Especies
- Fuertesimalva chilensis (A.Braun & C.D.Bouché) Fryxell
- Fuertesimalva corniculata (Krapov.) Fryxell
- Fuertesimalva echinata C.Presl
- Fuertesimalva insularis (Kearney) Fryxell
- Fuertesimalva jacens (S.Watson) Fryxell
- Fuertesimalva killipii (Krapov.) Fryxell
- Fuertesimalva leptocalyx (Krapov.) Fryxell
- Fuertesimalva limensis (L.) Fryxell
- Fuertesimalva pennellii (Ulbr.) Fryxell
- Fuertesimalva pentacocca (Krapov.) Fryxell
- Fuertesimalva pentandra (K.Schum.) Fryxell -
- Fuertesimalva peruviana (L.) Fryxell
- Fuertesimalva sanambrosiana (D.M.Bates) Fryxell
- Fuertesimalva stipulata (Fryxell) Fryxell

## Distribución y hábitat
Se encuentran en México y en la región andina, desde Venezuela, Perú, Colombia, Ecuador y Chile, también en las islas Galápagos.